# Mehanik
Mehanik je znanstvenik, ki največ deluje in proučuje na področju mehanike. 